# Trioceros chapini
Espèce
Synonymes
- Chamaeleo chapini de Witte, 1964

Statut de conservation UICN

 LC  : Préoccupation mineure
Statut CITES
Trioceros chapini est une espèce de sauriens de la famille des Chamaeleonidae.

## Répartition
Cette espèce se rencontre au Gabon et au Congo-Kinshasa.

## Étymologie
Cette espèce est nommée en l'honneur de l'ornithologue américain James Paul Chapin (1889-1964).

## Publication originale
- de Witte, 1964 : A new chameleon from the Congo. American Museum Novitates, n. 2192, p. 1-3 (texte intégral).